# Апофика
Апофика (греч. απο — с, греч. Θήκη — класть; греч. αποφερβομαι — склад, амбар, житница) — устаревшее название подсобных помещений для хранения продовольственных запасов: сухофруктов, муки, орехов, вина, сухих круп, пряностей, растительных (ореховых, оливковых и т. п.) масел и иных продуктов. Как правило, типичная апофика имела вид светлой, чистой, хорошо вентилируемой кладовой, что отличало её от чулана — тёмного, непроветриваемого, но сухого и тёплого хранилища, и от погреба — хранилища холодного, сырого и тёмного.
Из этого слова ведёт своё происхождение термин «аптека», как место хранения фармакологических препаратов и лекарственных запасов: высушенных трав, семян, кореньев, цветов и т. п.